# Golestan (tỉnh)
Tỉnh Golestan là một tỉnh của Iran. Tỉnh lỵ đóng ở Gorgan. Tỉnh có diện tích 20.195 km², dân số năm 2005 là 1.637.063 người, mật độ 81,1 người/km². Tỉnh có 11 huyện.
Phía bắc giáp tỉnh Balkan của Turkmenistan, phía nam giáp các tỉnh Mazandaran và Semnan, phía đông giáp tỉnh Bắc Khorasan, phía tây giáp biển Caspi.
Golestān đã được tách ra từ tỉnh Mazandaran vào năm 1997. Dân số tính này năm 2016 là 1,8 triệu người. Tỉnh có 12 huyện (shahrestan): Aliabad (huyện), Aqqala (huyện), Azadshahr (huyện), Bandar-e Gaz (huyện), Gonbad-e Qabus (huyện), Gorgan (huyện), Kalaleh (huyện), Kordkuy (huyện), Maraveh Tappeh (huyện), Minudasht (huyện), Ramian (huyện), và Torkaman (huyện). 